# 卡撒天嬌
卡撒天嬌集團有限公司，簡稱卡撒天嬌集團，以及卡撒天嬌（英語：Casablanca Group Limited，港交所：2223），於1993年由鄭斯堅（主席）和鄭斯燦（副主席）兄弟創立，名為「卡撒天嬌國際有限公司」。
集團始於1993年在香港展開，主要從事各種床上用品的設計、生產、分銷及零售業務。公司銷售的產品包括床上用品套件、被芯、枕芯、毛毯、床褥、以及毛巾等家居用品。集團於廣東省惠州市投資建立了現代化的生產基地和物流中心，於2013年一季度投入使用。而業務是經營生產、設計及銷售各種床上用品，而主要品牌為「Casa-V」，「Casablanca」和「Casa Calvin」，而總部位於香港新界火炭黃竹洋街9-13號仁興中心5樓，國內營銷中心位於深圳。
而在2012年初，卡撒天嬌原計劃以「雙幣」股（港元和人民幣）結算招股，而保薦人則是當時已結業的派杰亞洲，最後因為考慮成本和賣盤問題，結果改以單一港元結算和海通國際作為主要保薦人，據了解，招股價為2港元，全球發售為5000萬股，而集資額為7180萬港元，而股份則在2012年11月23日於港交所主板上市。

## 連結
- Casablanca.com.hk （页面存档备份，存于）
- http://www.casa-v.com （页面存档备份，存于）
- https://web.archive.org/web/20180314050543/http://casablanca-home.com/
- https://casablanca.world.tmall.com
- https://casablancaevent.blogspot.hk/ （页面存档备份，存于）